# Herbert Greenwald
Herbert Greenwald (n. 16 august 1915, Saint Louis, Missouri, SUA – d. 3 februarie 1959, New York City, New York, SUA) a fost un dezvoltator imobiliar din Chicago, care a construit multe din clădirile proiectate de Ludwig Mies van der Rohe, dintre care multe reprezintă adevărate puncte de reper în arhitectura orașului.

## Biografie
Herbert "Squiff" Greenwald s-a născut și a crescut în Saint Louis, statul Missouri.

## Dezvoltator imobiliar
Greenwald a început prin a clădi trei clădiri rezidențiale în Evanston, statul Illinois, care au fost terminate în 1946.
„Mr. Greenwald sought a famous architect to design his first important building. After failing to hire Frank Lloyd Wright, Le Corbusier, Eliel Saarinen, and Walter Gropius, he followed Gropius's recommendation to hire Mies van der Rohe.”
Traducerea confesiunii este mai jos.
„Domnul Greenwald a căutat un arhitect faimos pentru a-i proiecta prima sa clădire importantă. Nu a reușit să obțină colaborarea [celebrilor] arhitecților Frank Lloyd Wright, Le Corbusier, Eliel Saarinen și Walter Gropius. [În schimb], la recomandarea lui Gropius a decis să-l angajeze pe Mies van der Rohe.”
Greenwald a utilizat proiectele lui Mies la mai multe proiecte, printre care se numără și:
- The Promontory, 5530 S. South Shore Drive, Chicago, IL (1949)
- 860-880 Lake Shore Drive Apartments, Chicago, IL (1949-1951)
- Esplanade Apartments, 900-910 N. Lake Shore Drive, Chicago, IL (1953-1956)
- Commonwealth Plaza, 330-340 W. Diversey Parkway, Chicago, IL (1953-1956)
- Lafayette Park, Detroit, MI (1955-1963)

## Mies a proiectat și case familiale
În plus, față de casa pe care Mies van der Rohe i-a proiectat-o lui Herbert Greenwald în Lake Forest, arhitectul german (unul din corifeii mișcării Bauhaus, alături de Walter Gropius) a mai proiectat case și pentru: 
- fratele lui Greenwald, Morris Greenwald. Casa acestuia, localizată la dresa 11 Homeward Lake, Weston, statul  Connecticut, a fost ulterior renovată și extinsă de Peter Gluck[6] și
- partenerul de afaceri a lui Greenwald, Robert Hall McCormick. Casa acestuia este acum parte a muzeului Elmhurts, en  Elmhurst Art Museum din statul  Illinois.[7]

## Deces
Greenwald  a decedat în accidentul aviatic cunoscut ca en  American Airlines Flight 320 care s-a întâmplat la zborul 320 al companiei American Airlines de la en  Midway International Airport din Chicago către aeroportul LaGuardia Airport din New York City pe 3 februarie 1959. Avionul a căzut în East River, iar corpul său nu a fost niciodată găsit. Moștenitorilor le-a fost plătită suna de $ 287.000 de către compania de asigurări. 

## Firma succesoare - Metropolitan Structures
După moartea sa, firma sa imobiliară și de construcții imobiliare, Herbert Realty Co., a fost redenumită Metropolitan Structures.